# Октябрьский (Выселковский район)
Октя́брьский — посёлок в Выселковском районе Краснодарского края.
Входит в состав Газырского сельского поселения.

## География

### Улицы
- Зелёная
- Новая
- Пушкина
- Советская
- Школьная
- Шоссейная

## Инфраструктура
Население обслуживает отделение Почты России, а также есть два продуктовых магазина.

## Население
| 2002 | 2010 |
| ---- | ---- |
| 496  | ↘423 |